# دیوید کسیدی
دیوید بروس کسیدی (به انگلیسی: David Bruce Cassidy) (زاده ۱۲ آوریل ۱۹۵۰- درگذشته ۲۱ نوامبر ۲۰۱۷) بازیگر، خواننده و آهنگساز آمریکایی بود.

## سال‌های آغازین زندگی
کسیدی در سال ۱۹۵۰ در نیویورک زاده شد
والدین او «جک کسیدی» و «اولین وارد» هر دو بازیگر حرفه‌ای بودند.

در سال ۱۹۵۶ از طریق بچه همسایه‌شان دریافت که پدر و مادرش بیش از دو سال است که از هم جدا شده‌اند و تا آن روز این موضوع را به او نگفته بودند.
پدرش در همان سال با یک بازیگر به نام شرلی جونز ازدواج کرد که حاصل آن سه برادر ناتنی به نام‌های شاون (۱۹۵۸)، پاتریک (۱۹۶۲) و رایان (۱۹۶۶) برای دیوید بود.

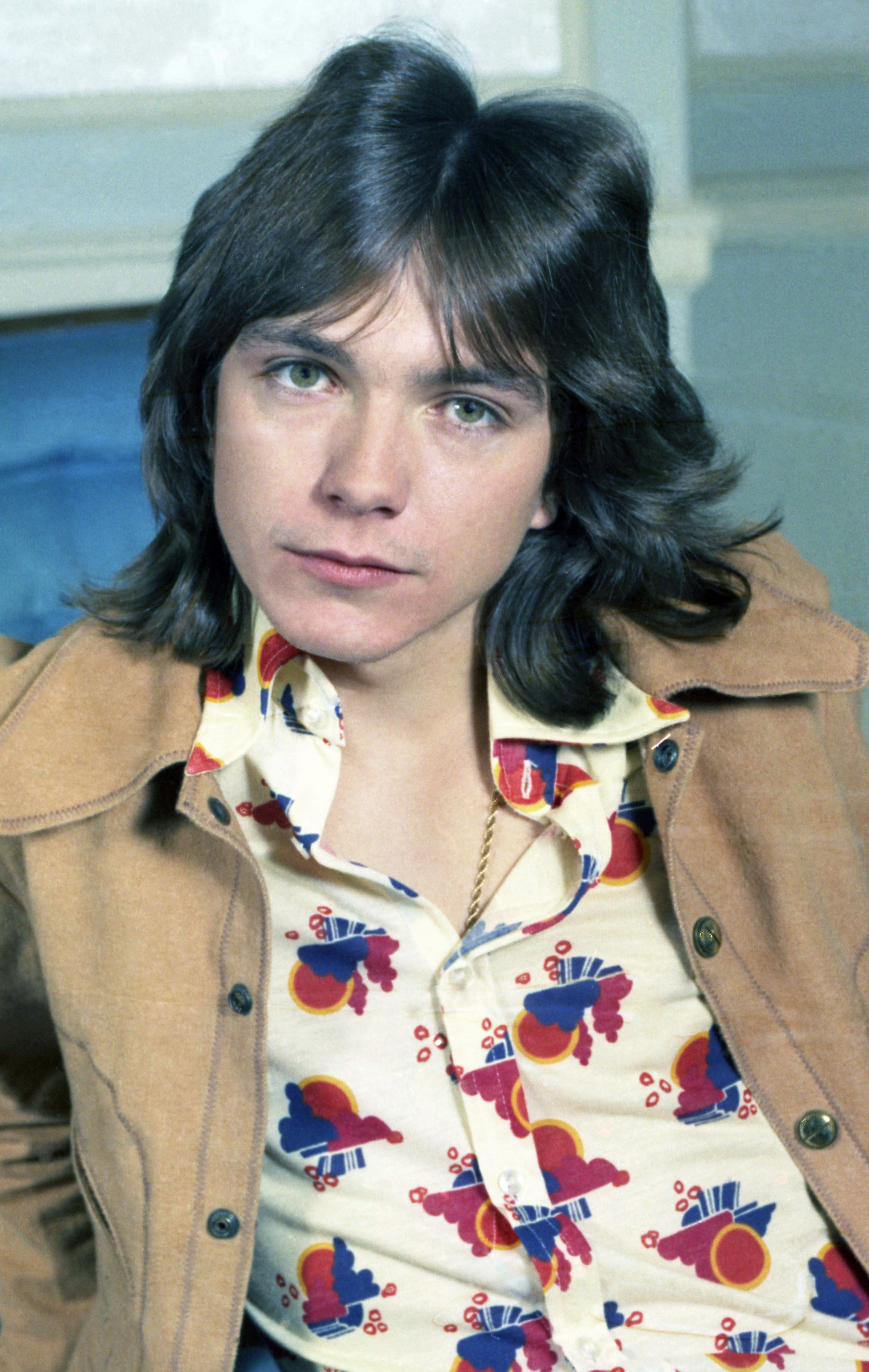
کسیدی در سال ۱۹۷۴

## حرفه
کسیدی در ژانویه ۱۹۶۹ فعالیت حرفه‌اش را با بازیگری در یک تئاتر موزیکال در تئاتر برادوی آغاز کرد.

او در سال ۱۹۶۹ به لوس آنجلس نقل مکان کرد و در همان سال پس از امضای قرارداد با یونیورسال استودیوز، بازی در چند قسمت از یک سریال را آغاز کرد. با آنکه تهیه‌کنندگان سریال «خانواده پارتریج» از توانایی دیوید در خوانندگی بی‌اطلاع بودند اما اعتقاد داشتند که چهره زیبا و دخترگونه او موفقیتش را ضمانت می‌کند اما مدت کوتاهی پس از شروع فرایند تولید، کسیدی «وس فارل» (تهیه‌کننده موسیقی) را مجاب کرد که او به اندازه کافی استعداد پیشرفت برای تبدیل شدن به خواننده اصلی نمایش را دارد. به این ترتیب راه برای ورود موفقیت‌آمیز کسیدی به دنیای خوانندگی نیز باز شد.

وی در مجموعه تلویزیونی فلش نیز نقش سم اسکادر/ارباب آینه را ایفا کرده‌است.

## زندگی خصوصی
نخستین همسر کسیدی یک بازیگر به نام کی لنز بود که در سال ۱۹۷۷ با او ازدواج کرد و در سال ۱۹۸۲ از او جدا شد.
دومین همسر او مریل تنز یک ورزشکار اهل آفریقای جنوبی بود که در سال ۱۹۸۴ زندگی مشترکشان را با او آغاز کرد که فقط یک سال دوام داشت.

کسیدی دو فرزند دارد، اولی «کیتی کسیدی» دخترش (۱۹۸۶) که او را از شری بندون مدل سابق آمریکایی دارد، دومی «بوو دوین کسیدی» پسرش (۱۹۹۱) که حاصل ازدواجش با سو شفرین است. آغاز زندگی او با شفرین در سال ۱۹۹۱ بود که تاکنون نیز ادامه داشته‌است.

## مرگ
دیوید کسیدی در روز ۲۱ نوامبر ۲۰۱۷ بر اثر نارسایی کلیوی درگذشت.